# Christina-Ann Boyd
Christina-Ann Boyd (13 de julio de 1957-6 de octubre de 2008) fue una deportista australiana que compitió en judo. Ganó dos medallas en el Campeonato Mundial de Judo en los años 1982 y 1984, y cinco medallas en el Campeonato de Oceanía de Judo entre los años 1975 y 1985.

## Palmarés internacional
| Campeonato Mundial    | Campeonato Mundial           | Campeonato Mundial | Campeonato Mundial |
| Año                   | Lugar                        | Medalla            | Categoría          |
| --------------------- | ---------------------------- | ------------------ | ------------------ |
| 1982                  | París (Francia)              | Medalla de bronce  | –52 kg             |
| 1984                  | Viena (Austria)              | Medalla de bronce  | –52 kg             |
| Campeonato de Oceanía |                              |                    |                    |
| Año                   | Lugar                        | Medalla            | Categoría          |
| 1975                  | Christchurch (Nueva Zelanda) | Medalla de oro     | –57 kg             |
| 1977                  | Melbourne (Australia)        | Medalla de plata   | –63 kg             |
| 1979                  | Rotorua (Nueva Zelanda)      | Medalla de oro     | –52 kg             |
| 1985                  | Auckland (Nueva Zelanda)     | Medalla de oro     | –52 kg             |
| 1985                  | Auckland (Nueva Zelanda)     | Medalla de bronce  | Abierta            |